# 農磨蘭普府
農磨蘭普府（皇家轉寫：Changwat Nong Bua Lamphu，泰語發音：[หนองบัวลำภูː]）一譯廊磨喃蒲府、廊莫那浦府，位於泰國東北部的一個府。在2000年時人口約482,207人，自2008年起府尹為Athikhom Suphannaphong先生。

## 歷史
自1993年12月1日才正式從烏隆府分離出來獨立成一府治:15。

## 地理
位于呵叻高原的中心位置，面積約為3,859平方公里，距首都曼谷約為610公里。其疆域北連烏隆府；南接孔敬府；東界烏隆府；西瀕黎府。

## 行政
農磨蘭普府行政區共分為6個縣（Amphoe）；再細分成59個區（Tambon）；再細分成636條村（Muban）。
| \| # \| 中文名 \| 泰文名 \| 英文名 \| \| - \| ------------------------ \| ------------- \| ----------------------- \| \| 1 \| 农磨兰普府治县（英语：Mueang Nong Bua Lam Phu District） \| เมืองหนองบัวลำภู \| Mueang Nong Bua Lam Phu \| \| 2 \| 那格朗县（英语：Na Klang District） \| นากลาง \| Na Klang \| \| 3 \| 暖桑县（英语：Non Sang District） \| โนนสัง \| Non Sang \| \| 4 \| 西本龙县（英语：Si Bun Rueang District） \| ศรีบุญเรือง \| Si Bun Rueang \| \| 5 \| 素旺那库哈县（英语：Suwannakhuha District） \| สุวรรณคูหา \| Suwannakhuha \| \| 6 \| 那旺县（英语：Na Wang District） \| นาวัง \| Na Wang \| |                |               |                         |
| # | 中文名         | 泰文名        | 英文名                  |
| 1 | 农磨兰普府治县 | เมืองหนองบัวลำภู | Mueang Nong Bua Lam Phu |
| 2 | 那格朗县       | นากลาง        | Na Klang                |
| 3 | 暖桑县         | โนนสัง         | Non Sang                |
| 4 | 西本龙县       | ศรีบุญเรือง      | Si Bun Rueang           |
| 5 | 素旺那库哈县   | สุวรรณคูหา      | Suwannakhuha            |
| 6 | 那旺县         | นาวัง          | Na Wang                 |

## 名勝古蹟
- 農磨蘭普府直轄縣：該縣為東北部最古老的古跡城，有那萊大帝神廟及其它文物古董。
- 探剛烹寺（วัดถ้ำกลองเพล，Wat Tham Klong Pen）：位於直轄縣甫攀山麓，為一修禪學佛的著名佛寺，寺內供奉有「鑒補考高僧」舍利子，佛教信徒常前往膜拜，週圍環境十分幽靜，附近還有一山洞及古代鐘鼓，石塊上有雕刻佛像。
- 探寺哇素攀哭哈寺：位於直轄縣，有雕刻記載，該寺於1572年由寮國君主御賜興建。

- 那萊大帝紀念碑（พระอนุสาวรีย์และศาลสมเด็จพระนเรศวรมหาราช，Monument of King Naresuan）：位於直轄縣，為紀念那萊大帝率兵支援緬甸軍隊入侵寮國時，曾駐紮此地而建，它是一尊威風凜凜的立姿銅像。
- 暖哇巴丘陵：位於暖雙縣，有很多高棉族遺留下來的文物古董，曾為一古老寺廟所在地。

- 甫告山和甫攀山國家公園（อุทยานแห่งชาติภูเก้า-ภูพานคำ，Phu Khao-Phu Phan Kham National Park）：位於暖雙縣，風景優美。有很深的探明山洞、茂密的山林、水壩、湖泊。